# Dysdera argaeica
Dysdera argaeica är en spindelart som beskrevs av Josef Nosek 1905. Dysdera argaeica ingår i släktet Dysdera och familjen ringögonspindlar.
Artens utbredningsområde är Turkiet. Inga underarter finns listade i Catalogue of Life.